# Moeda social

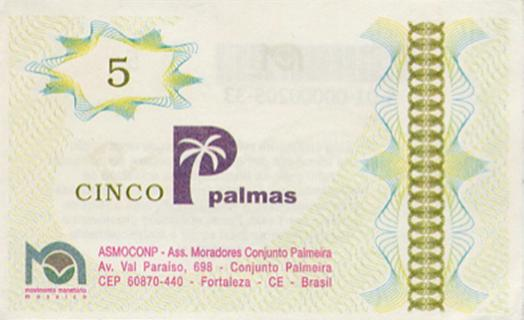
Palma, moeda social do Brasil, emitida pelo banco comunitário Palmas de Fortaleza.

Moeda social é a moeda alternativa à moeda oficial da região, utilizada por um certo grupo. Sua finalidade se destina a transações econômicas com um determinado fim. Seu objetivo é gerar riqueza na determinada comunidade, já que é uma moeda local. A moeda social age como uma moeda complementar à moeda nacional, porém não a substitui. 
As moedas sociais costumam surgir em comunidades pequenas com o objetivo de fazer com que o dinheiro circule pela própria comunidade. Geralmente surgem no contexto onde o comércio local está sofrendo pressão comercial dos grandes centros, portanto a moeda social surge para fomentar a economia local.
Ela não tem qualquer vínculo obrigatório com a moeda nacional e a sua circulação é baseada na confiança mútua entre os usuários, participantes de um grupo circunscrito por adesão voluntária. A aceitação da moeda social vai até onde a confiança entre os usuários alcança.

## História
Em função do quadro de globalização das finanças mundiais, acentuam-se algumas críticas de que o sistema globalizado colabora para o aumento da desigualdade social entre nações e comunidades locais e nações e comunidades periféricas, tal fato pode colaborar com a geração de crises globais do setor financeiro. As incertezas que rondam o sistema monetário padrão estimulam o surgimento de formas alternativas de organização financeira.
Ao longo da história as sociedades desenvolveram inúmeras fórmulas para efetivas as trocas e produtos e bens. Em algumas zonas as trocas se baseavam em produtos de valor material, como de origem animal ou vegetal, em outras comunidades as relações comerciais eram feitas através de trocas de objetivos sem valor comercial. A partir da consolidação dos estados nacionais e das relações de produção da sociedade capitalista, o dinheiro passou a incorporar novas funções, tornando-se sinônimo de riqueza e de poder coletivo. Marx discutiu como o dinheiro se transforma em capital e os conceitos de valor de uso e valor de troca das mercadorias. Assinalou, o papel de alienação exercido pelo dinheiro no capitalismo, característica vital para os processos de controle e dominação social. Dodd também discutiu o simbolismo do dinheiro em seu trabalho, como por exemplo esse trecho de "A Sociologia do Dinheiro" - O dinheiro sempre e onde quer que seja usado, não se define por suas propriedades como objeto material, mas pelas qualidades simbólicas genericamente vinculadas ao ideal de outorga irrestrita de poder - Dodd, 1997.
Apesar da imposição das moedas nacionais ter sido uma das estratégias características da implantação do sistema capitalista ao longo dos últimos séculos, alguns usos de moedas alternativas foram registrados nesse período.
Alguns testes foram feitos a cerca da circulação da moeda durante o século XX. No ano de 1930 na Alemanha, um proprietário de uma mina de carvão propôs pagar seus empregados com um bônus chamado “Wära” (Laacher, 2000), que perdia valor conforme o tempo, logo os portadores deviam utiliza-los imediatamente, os comerciantes acabaram aceitando o bônus devido a carência da moeda oficial (Reichsmark). Em 1931 quando cerca de 2000 empresas utilizavam o bônus, o Banco central Alemão interditou o sistema. Uma experiência semelhante ocorreu na Áustria, onde o prefeito de uma pequena comunidade com dificuldades financeiras resolveu imprimir bilhetes bancários especiais, esses bilhetes perdiam 1% do seu valor por mês. Os bilhetes eram lastreados por somas depositadas em um banco local. Dois anos depois essa comunidade foi a primeira vila austríaca a reencontrar o pleno emprego, a prefeitura viabilizou vários trabalhos de infraestrutura na cidade. Foi constato que os bilhetes circulavam cerca de quarenta vezes mais rápido que a moeda oficial. Quando a experiência estava virando uma referência para economistas, o banco central austríaco interditou o sistema.
No ano de 1933, o relato da experiência na Europa efetuado por um professor de Yale impulsionou centenas de vilas norte-americanas a criarem suas próprias moedas. No entanto as moedas foram abandonadas por pressupor uma política de descentralização que entraria em choque com os novos ideais do New Deal do presidente Roosevelt.
A proposta de moeda alternativa volta à tona nos anos 80, no Canadá, onde um analista colocou em vigor o LETS (Local Exchange Trading System) quando o poder de compra local caiu, em razão da recessão em que a cidade se encontrava. Os LETS se configuravam como um clube de troca onde o dinheiro oficial foi substituído por moeda própria. Embora existissem variações em cada LETS, os clubes respeitavam certas regras. De 1983 a 1988 foram criados cerca de vinte LETS no Canadá, porém não prosperaram. A ideia de LETS se espalhou por vários países do mundo, existem relatos da Nova Zelândia, Austrália, Reino Unido, França, etc.

## Clube de trocas
Um clube de troca se caracteriza por ser um clube, ou seja, ter sócios, comprometidos com algum modo de funcionamento (ou seja, conduta). Pode se ter a perspectiva de um sistema local de produção, comércio e emprego, que permite aos membros o intercâmbio de produtos sem utilizar a moeda nacional, utilizando a moeda social interna do grupo. Não se consegue participar de um clube senão disponibilizando produção própria de serviços, bens ou sabedoria em moeda social. Existe também a possibilidade de se constituir como um intermediário da produção alheia. 
O bônus ou crédito (como também é chamada a moeda) é produzido, distribuído e controlado por seus usuários. O banco apenas emite e centraliza a distribuição. De modo geral, todos assumem certos princípios, o qual costuma contemplar objetivos e regras básicas. Os clubes são os modelos de utilização da moeda social mais comuns na América Latina.

## Moeda social no Brasil
A principal moeda social criada no Brasil foi a Palma, que está vinculada ao Banco Palmas no Ceará. As moedas são lastreadas pelo Real, logo tem um valor equivalente ao real. O Banco Palmas foi criado em 1998, e a moeda Palma em 2001. O banco foi criado após uma pesquisa constatar que 90% da população ativa do Conjunto Palmeiras, em Fortaleza, tinha renda familiar abaixo dos dois salários mínimos. O objetivo era garantir microcréditos para produção e consumo local, sem comprovação da renda. Hoje boa parte da riqueza gerada na comunidade é ali mesmo reinvestida.
O Banco Central do Brasil permite circulação de moedas sociais, emitidas por bancos comunitários, desde que com circulação apenas local e, que sejam lastreadas pelo Real. Assim, para cada moeda social emitida, o emissor deve obrigatoriamente possuir R$ 1,00 em caixa. Em 2016, 104 moedas sociais já circulavam no Brasil, cada qual emitida por um banco comunitário.
Algumas das moedas sociais atualmente existentes no Brasil são:
- Cocal (São João do Arraial, PI)
- Gostoso (São Miguel do Gostoso, RN)
- Sampaio (São Paulo, SP)
- Justo (Justa Troca, RS)
- Vereda (Chapada Gaúcha, MG)
- Palma (Fortaleza, CE)
- Moqueio (Belém, PA)
- Gavião (Umarizal, RN)
- Mumbuca (Maricá, RJ)[10]
- Prevê (Niterói, RJ)[11]
- Fundinho (Rio de Janeiro, RJ)
- Itajuru (Cabo Frio, RJ)[12]

## Vantagens
- Financiamento de pequenas atividades econômicas que são responsáveis pela geração de riqueza local;
- Proteção da cultura e dos valores característicos das pequenas comunidades, contra o efeito da globalização;
- Transformação do sistema econômico local;
- Não afeta o poder do banco central em controlar a quantidade de moeda e crédito;
- Não coloca em risco a estabilidade do sistema financeiro, pois são consideradas moedas complementares;
- Tem como objetivo o bem-estar social.

## Moedas modernas
Após a crise econômica de 2007-2008, foram levantados muitos questionamentos sobre o papel do Estado (principalmente, do norte-americano) e do papel do mercado na crise internacional que foi criada. Devido a essa crise, pioraram as diversas incertezas, já existentes na época, sobre o dólar e, em especial, sobre os bancos e suas práticas (sistema de reserva fracionária, e.g).
Com isso em mente, Satoshi Nakamoto (uma entidade desconhecida até os dias de hoje), criou a primeira moeda eletrônica de código aberto, fortemente criptografada, e descentralizada, de nome Bitcoin. A moeda seria ofertada automaticamente, em frações que poderiam ser mineradas. Com a tecnologia “Blockchain”, ele buscou criar uma moeda confiável e que pudesse ser transacionada rapidamente, sem o uso de um governo regulador e controlador de seu valor, pela falta de confiança e incerteza criada na época. Isso deu um valor social a essa moeda que seria definido pela simples oferta e demanda dela, afinal daria liberdade de escolha a seus usuários, que agora poderiam comprar qualquer coisa, de forma rápida e segura, sem burocracia e proibições.
Desde a criação do Bitcoin, diversas outras criptomoedas apareceram no mercado com o objetivo de alavancar empresas (com a arrecadação de recursos). Chamada ICO  (Initial Coin Offering) ou Oferta Inicial de Moeda, essa foi uma prática que se tornou um dos papéis que as criptomoedas. Elas têm a mesma função que Oferta pública inicial (IPO – Initial Public Offering) que é a liberação de ações para o público pela primeira vez (abertura de capital) com o objetivo de captar recursos para expansões, em uma espécie de “crowdfunding”. Considerando que para arrecadar através de IPOs pode ser um processo caro, burocrático e com outras diversas desvantagens, ICOs  apareceram como uma nova alternativa viável (por ser barata e rápida) a pequenas e médias empresas para arrecadação de capital necessário para novos projetos ou novos segmentos. Principalmente para empresas de tecnologia, ter uma criptomoeda se tornou popular e alavancou, até exageradamente, o capital arrecadado por empresas, levando startups a arrecadar de milhões até bilhões de dólares; o que levou a diversos bancos (Bank of America, e.g) a chamar as criptomoedas (em especial, o bitcoin) de “Bolhas” devido ao seu valor inflacionado e impossível de reparar ou analisar, devido a alta especulação financeira. Contudo, com a popularização dessas condutas, diversas práticas de “esquemas pirâmide ” ou “esquema Ponzi”, ou seja, métodos fraudulentos para tomar dinheiro, foram criados e diversos milhões de dólares “desapareceram” através dessas arrecadações, o que só piorou a percepção das criptomoedas para o público. Diversas empresas de venda (Bitconnect, e.g.) ou mineração, foram acusadas de serem fraudulentas e, por isso, foram fechadas e/ou impedidas de transacionar, além de seu valor de mercado ter afundado.
Apesar dos percalços, há cada vez mais bancos que estão aderindo a ideia de possuírem criptomoedas, através da mineração, mas lastreados no dólar (ou outros ativos mais “palpáveis”), por exemplo; e/ou de utilizar a tecnologia Blockchain. Ou seja, apesar do objetivo descentralizador das criptomoedas inicialmente, existe uma tendência inata a centralização dessa moeda, ou pelo menos a regulação dela, o que pode influenciar no seu valor, mas irá influenciar, principalmente, na forma como instituições lidam com pagamentos eletrônicos.